# Taylor Bagley
Taylor Elise Bagley(Oklahoma, 9 de setembro de 1987) é uma modelo norte-americana.

## Vida
Bagley nasceu em 9 de setembro de 1987 em Oklahoma, filha de Robert e Donna Bagley. Ela tem uma irmã mais velha, Erin. Ela passou parte de sua infância em Broken Arrow, Oklahoma e estudou no Centennial High School, em Franklin, Tennessee. Apesar de ter nascido em Oklahoma, Bagley afirma em entrevistas que ela se considera uma nativa de Nashville, Tennessee.

## Carreira
Bagley possui contrato com a agência de modelos Wilhelmina Models  em Londres. Ela também possui contrato com a Ford Models (Nova Iorque)  e Vision Los Angeles. Ela já apareceu em editoriais para Vogue Italia  Em 2013, ela apareceu como o anjo em La Passione, curta-metragem de James Franco para Gucci.  Em 2014, ela fez uma pequena aparição no filme de Zach Braff  "Wish I Was Here" como um cosplayer. Em 2015, ela participou do clipe "Everything is Wrong" da banda norte-americana de indie-rock, Interpol. Também em 2015, ela foi o rosto da primeira campanha da Eve Denim .

## Vida pessoal
Bagley manteve um relacionamento de cinco anos com o ator/diretor Zach Braff, de 2009 a 2013. Eles moraram em Los Angeles e Nova York. Em março de 2015, ela começou a namorar o músico inglês Alex Turner, vocalista da banda Arctic Monkeys.